# Westar 1
O Westar 1 foi um satélite de comunicação geoestacionário construído pela Hughes que esteve localizado na posição orbital de 99 graus de longitude oeste e era operado pela Western Union. O satélite foi baseado na plataforma HS-333AS e sua expectativa de vida útil era de 7 anos. O mesmo foi retirado de serviço em abril de 1983.

## Lançamento
O satélite foi lançado com sucesso ao espaço no dia 13 de abril de 1974, por meio de um veículo Delta 2914, a partir da Estação da Força Aérea de Cabo Canaveral na Flórida, Estados Unidos. Ele tinha uma massa de lançamento de 574 quilogramas.

## Capacidade e cobertura
O Westar 1 era equipado com 12 transponders em banda C para fornecer serviços de telecomunicações aos Estados Unidos.